# بانک خلق
بانک خلق، یکی از بزرگترین بانک‌های تجاری و دولتی ترکیه است.

## تاریخ
بانک خلق در سال ۱۹۳۳ تأسیس و از سال ۱۹۳۸ شروع به ارائه خدمات نمود.
در ابتدا خدماتی همچون وام قرض الحسنه از طریق صندوق‌های خیریه تأمین کرد. از سال ۱۹۵۰ توانست شعبات خود را در سراسر ترکیه ایجاد و گستره فعالیت‌های خود را افزایش دهد. این بانک در سال ۱۹۶۴ با برنامه‌ریزی و اصلاح ساختار بانکی و همگام سازی به روز رسانی شیوه خدمات و مدیریت فعال توانست سرمایه هنگفتی را در کنار ایجاد شبکه سراسری در داخل کشور جذب نماید.
امروزه در هزاره دارایی‌ها، هفتمین بانک بزرگ ترکیه است.

## جدال برسر مبادلات نفتی ایران
بانک خلق تنها پیوندمالی ایران، در خصوص تأمین مالی حاصل از فروش نفتی در پی تحریم‌های اتمی به رهبری آمریکا بود. در مارس ۲۰۱۲ سیستم بین‌المللی انتقال پول موسوم به سوئیفت در ایران متوقف شد.
به نظر می‌رسد در حالیکه ایران توسط سازمان ملل مورد تحریم‌های مالی قرار داشت، بانک خلق بین مارس ۲۰۱۲ تا ژوئیه ۲۰۱۳ برای پرداخت پول نفت حدود ۱۲ میلیارد دلار به صورت طلا از ذخائر طلای خود به ایران پرداخته‌است.
تحریم‌ها که مانع انجام پرداخت مستقیم به صورت دلار یا یورو بود ولی هیچ‌کجا از تحریم طلا به میان نیامده بود. این امتیاز موجب شد بانک خلق اجازه پیدا کند بودجه خرید نفت از ایران را با خرید طلا از بازار آزاد در حدود ۳۶ تن طلا معادل ۲ میلیارد دلار در اوت ۲۰۱۲ از ترکیه به دوبی ارسال و سپس به خزانه دولت ایران بازگردانده شود.
دولت اوباما در دفاع از تصمیمات خود در قبال تحریم ایران، ترکیه را واداشت که فقط به اشخاص حقیقی و خصوصی اجازه انتقال طلا را به ایران داشته باشند، دولت ترکیه در پاسخ اذعان کرد که هیچ گونه دستورالعمل اجرایی در خصوص ممنوعیت و تحریم فلزات گرانبها به ایران نبوده‌است.
بانک خلق همچنین در سال ۲۰۱۳ مبلغ ۵٫۳ میلیارد دلار پول حاصله از فروش نفت ایران به هند را پرداخته‌است.
هندوستان قصد دارد ماهیانه ۱ میلیارد دلار طی یکسال بدهی خرید نفت خود از ایران را از طریق بانک خلق بپردازد.

### تحقیقات فساد در سال ۲۰۱۳
در دسامبر ۲۰۱۳ سلیمان اصلان به اتهام گرفتن رشوه از سوی رضا ضراب، تاجر ترکیه ای ایرانی الاصل که به تازگی تابعیت ترکیه گرفته بود توسط پلیس دستگیر شد.
پلیس ترکیه اعلام کرد طی بازرسی از خانه سلیمان اصلان از جعبه‌های کفش مقادیر پول به ارزش ۴٫۵ میلیون دلار پیدا کرده‌است.
پس از این دستگیری تعدادی از مقامات و فرماندهان عالی‌رتبه پلیس از کار برکنار یا بازنشسته شدند. این حاکی از نگرانی افراد و سیاستمداران عالی‌رتبه از دستگیری‌های اخیر است.